# Sofiane Bayazid
Sofiane Bayazid (arabe : سفيان بايزيد), né le 16 novembre 1996 à Nezla dans la wilaya de Touggourt, est un footballeur algérien. Il joue au poste d'avant-centre au MC Alger.

## Carrière
Formé au NRB Touggourt, il signe en 2018 à l'AS Khroub en troisième division algérienne. Lors de sa première saison avec l'AS Khroub il accède a la Ligue 2 en finissant champion de la DNA 2018-2019.
Après deux saisons avec l'AS Khroubie, il signe à l'USM Khenchela toujours en Ligue 2.
Le 24 septembre 2022, il marque son premier but en Ligue 1 contre le HB Chelghoum Laïd, match remporté 2-0 où il signera même un doublé.

## Statistiques

### En club
| Saison                | Club                  | Championnat           | Championnat | Championnat | Championnat | Coupe(s) nationale(s) | Coupe(s) nationale(s) | Coupe(s) nationale(s) | Supercoupe | Supercoupe | Supercoupe | Compétition(s) continentale(s) | Compétition(s) continentale(s) | Compétition(s) continentale(s) | Compétition(s) continentale(s) | Total | Total | Total |
| Saison                | Club                  | Division              | M.          | B.          | P.d.        | M.                    | B.                    | P.d.                  | M.         | B.         | P.d.       | Comp.                          | M.                             | B.                             | P.d.                           | M.    | B.    | P.d.  |
| 2019-2020             | AS Khroub             | Ligue 2               | 9           | 0           | 0           | -                     | -                     | -                     | -          | -          | -          | -                              | -                              | -                              | -                              | 9     | 0     | 0     |
| 2020-2021             | USM Khenchela         | Ligue 2               | 10          | 1           | 0           | -                     | -                     | -                     | -          | -          | -          | -                              | -                              | -                              | -                              | 10    | 1     | 0     |
| 2021-2022             | USM Khenchela         | Ligue 2               | 20          | 16          | 1           | -                     | -                     | -                     | -          | -          | -          | -                              | -                              | -                              | -                              | 20    | 16    | 1     |
| 2022-2023             | USM Khenchela         | Ligue 1               | 27          | 12          | 3           | 3                     | 2                     | 0                     | -          | -          | -          | -                              | -                              | -                              | -                              | 30    | 14    | 3     |
| Sous-total            | Sous-total            | Sous-total            | 57          | 29          | 4           | 3                     | 2                     | 0                     | -          | -          | -          | -                              | -                              | -                              | -                              | 60    | 31    | 4     |
| 2023-2024             | MC Alger              | Ligue 1               | 28          | 8           | 2           | 6                     | 2                     | 0                     | -          | -          | -          | -                              | -                              | -                              | -                              | 34    | 10    | 2     |
| 2024-2025             | MC Alger              | Ligue 1               | 18          | 4           | 0           | 2                     | 2                     | 0                     | 1          | 1          | 0          | CAF                            | 12                             | 3                              | 0                              | 33    | 10    | 0     |
| Sous-total            | Sous-total            | Sous-total            | 46          | 12          | 2           | 8                     | 4                     | 0                     | 1          | 1          | 0          | -                              | 12                             | 3                              | 0                              | 67    | 20    | 2     |
| Total sur la carrière | Total sur la carrière | Total sur la carrière | 112         | 41          | 6           | 11                    | 6                     | 0                     | 1          | 1          | 0          | -                              | 12                             | 3                              | 0                              | 136   | 51    | 6     |

## Palmarès

### Palmarès en club
| AS Khroub (1)                 | USM Khenchela (1)                 | MC Alger (3) |
| ----------------------------- | --------------------------------- | --- |
| - DNA (1) : - Champion : 2019 | - Ligue 2 (1) : - Champion : 2022 | - Ligue 1 (2) : - Champion : 2024 et 2025 - Coupe d'Algérie : - Finaliste : 2024 - Supercoupe d'Algérie (1) : - Vainqueur : 2024 |

### En sélection
| Algérie A' - Championnat d'Afrique des nations - Finaliste en 2022 |